# Jeux de l'Empire britannique et du Commonwealth de 1958
Navigation
Édition précédente Édition suivante
Les Jeux de l'Empire britannique et du Commonwealth de 1958 se tiennent à Cardiff, au pays de Galles, du 18 au 26 juillet 1958.
36 nations, 1 130 athlètes et 228 arbitres participent aux Jeux de Cardiff. 23 pays et dépendances sont médaillés, dont, pour la première fois, Singapour, le Ghana, le Kenya et l'Île de Man.
Les Jeux de Cardiff introduisent le Queen's Baton Relay (en), qui précède depuis toutes les éditions des Jeux de l'Empire britannique et du Commonwealth.

## Nations participantes

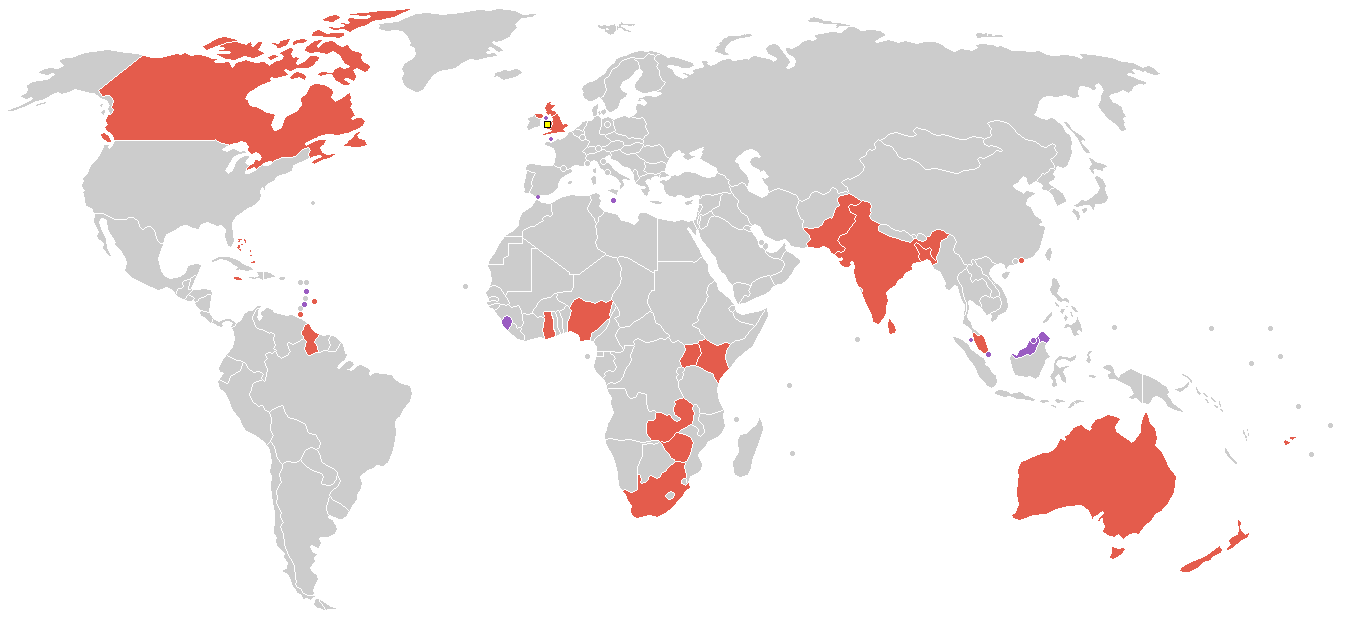
Nations participantes

36 délégations participent à ces Jeux, un record, avec un nombre important de nouvelles équipes.
(Les nations participant pour la première fois sont en gras)
- Afrique du Sud
- Angleterre
- Australie
- Bahamas
- Barbade
- Bornéo du Nord
- Brunéi
- Canada
- Ceylan
- Dominique
- Écosse
- Fidji
- Ghana
- Gibraltar
- Guyane britannique
- Hong Kong
- Île de Man
- Inde
- Irlande du Nord
- Jamaïque
- Jersey
- Kenya
- Malaisie
- Malte
- Nouvelle-Zélande
- Nigeria
- Ouganda
- Pakistan
- Pays de Galles
- Penang
- Rhodésie du Nord
- Rhodésie du Sud
- Saint-Vincent
- Sarawak
- Singapour
- Trinité-et-Tobago

## Médailles par pays
| Rang  | Nation                 | Or | Argent | Bronze | Total |
| ----- | ---------------------- | -- | ------ | ------ | ----- |
| 1     | Angleterre             | 29 | 22     | 29     | 80    |
| 2     | Australie              | 27 | 22     | 17     | 66    |
| 3     | Union d'Afrique du Sud | 13 | 10     | 8      | 31    |
| 4     | Écosse                 | 5  | 5      | 3      | 13    |
| 5     | Nouvelle-Zélande       | 4  | 6      | 9      | 19    |
| 6     | Jamaïque               | 4  | 2      | 1      | 7     |
| 7     | Pakistan               | 3  | 5      | 2      | 10    |
| 8     | Inde                   | 2  | 1      | 0      | 3     |
| 9     | Singapour              | 2  | 0      | 0      | 2     |
| 10    | Canada                 | 1  | 10     | 16     | 27    |
| 11    | Pays de Galles         | 1  | 3      | 7      | 11    |
| 12    | Irlande du Nord        | 1  | 1      | 3      | 5     |
| 13    | Bahamas                | 1  | 1      | 0      | 2     |
| 13    | Barbade                | 1  | 1      | 0      | 2     |
| 15    | Fédération de Malaisie | 0  | 2      | 0      | 2     |
| 16    | Nigeria                | 0  | 1      | 1      | 2     |
| 17    | Guyane britannique     | 0  | 1      | 0      | 1     |
| 17    | Ouganda                | 0  | 1      | 0      | 1     |
| 19    | Rhodésie du Sud        | 0  | 0      | 3      | 3     |
| 20    | Kenya                  | 0  | 0      | 2      | 2     |
| 21    | Ghana                  | 0  | 0      | 1      | 1     |
| 21    | Île de Man             | 0  | 0      | 1      | 1     |
| 21    | Trinité-et-Tobago      | 0  | 0      | 1      | 1     |
| Total | Total                  | 94 | 94     | 104    | 292   |

## Liste des médaillés

### Boulingrin
| Épreuve |        | Or                                     | Argent                                 | Bronze                             |
| ------- | ------ | -------------------------------------- | -------------------------------------- | ---------------------------------- |
| Solo    | Hommes | Phineas Danilowitz (SAF)               | Percy Baker (ENG)                      | William Jackson (SRH)              |
| Paires  | Hommes | John Morris & Richard Pilkington (NZL) | John Myrdal & Rudolph van Vuuren (SAF) | Hector Philp & William Yuill (SRH) |
| Quatre  | Hommes | Angleterre (ENG)                       | Afrique du Sud (SAF)                   | Rhodésie du Nord (NRH)             |

### Boxe
| Épreuve             |        | Or                               | Argent                        | Bronze                     |
| ------------------- | ------ | -------------------------------- | ----------------------------- | -------------------------- |
| Poids mouches       | Hommes | Jackie Brown (SCO)               | Tommy Bache (ENG)             | Peter Lavery (NIR)         |
| Poids mouches       | Hommes | Donald Braithwaite (WAL)         |                               |                            |
| Poids coqs          | Hommes | Howard Winstone (WAL)            | Oliver "Frankie" Taylor (AUS) | Olfred Owen (SCO)          |
| Poids coqs          | Hommes | Richard Hanna (NIR)              |                               |                            |
| Poids plumes        | Hommes | Wally Taylor (AUS)               | Malcolm Collins (WAL)         | Gert Coetzee (SAF)         |
| Poids plumes        | Hommes | John McClory (NIR)               |                               |                            |
| Poids légers        | Hommes | Dick McTaggart (SCO)             | James Jordan (NIR)            | John Cooke (ENG)           |
| Poids légers        | Hommes | Thomas Donovan (NZL)             |                               |                            |
| Poids super-légers  | Hommes | Henry Loubscher (SAF)            | Robert Kane (SCO)             | Joseph Jacobs (ENG)        |
| Poids super-légers  | Hommes | Raymond Galante (CAN)            |                               |                            |
| Poids welters       | Hommes | Joseph Greyling (SAF)            | Thomas Kawere (UGA)           | Robert Dickson Scott (SCO) |
| Poids welters       | Hommes | Brian Nancurvis (ENG)            |                               |                            |
| Poids super-welters | Hommes | Grant Webster (SAF)              | Stuart Pearson (ENG)          | James Arthur Walters (CAN) |
| Poids super-welters | Hommes | Bill Brown (WAL)                 |                               |                            |
| Poids moyens        | Hommes | Terry Milligan (NIR)             | Philippus du Plessis (SAF)    | Robert Piau (CAN)          |
| Poids moyens        | Hommes | John Caiger (ENG)                |                               |                            |
| Poids mi-lourds     | Hommes | Tony Madigan (AUS)               | Robert Higgins (WAL)          | William Bannon (SCO)       |
| Poids mi-lourds     | Hommes | Gerhardus Jacobus De Bruyn (SAF) |                               |                            |
| Poids lourds        | Hommes | Daniel Bekker (SAF)              | David Thomas (ENG)            | Roger Pleace (WAL)         |
| Poids lourds        | Hommes | Gbadegesin Salawu (NGR)          |                               |                            |

### Cyclisme

#### Cyclisme sur piste
| Épreuve                |        | Or           | Or       | Argent          | Argent   | Bronze         | Bronze   |
| ---------------------- | ------ | ------------ | -------- | --------------- | -------- | -------------- | -------- |
| Contre-la-montre       | Hommes | Neville Tong | 00:01:12 | Warren Scarfe   | 00:01:12 | Warwick Dalton | 00:01:13 |
| Sprint                 | Hommes | Dick Ploog   |          | Karl Barton     |          | Lloyd Binch    |          |
| Poursuite individuelle | Hommes | Norman Sheil | 00:05:10 | Tom Simpson     | 00:05:11 | Warwick Dalton | 00:05:15 |
| 10 miles               | Hommes | Ian Browne   | 00:21:40 | Warren Johnston |          | Don Skene      |          |

#### Cyclisme sur route
| Épreuve         |        | Or        | Or       | Argent        | Argent   | Bronze       | Bronze   |
| --------------- | ------ | --------- | -------- | ------------- | -------- | ------------ | -------- |
| Course en ligne | Hommes | Ray Booty | 05:16:34 | Frank Brazier | 05:19:22 | Stuart Slack | 05:19:22 |

### Escrime
| Épreuve             |        | Or                  | Argent                 | Bronze               |
| ------------------- | ------ | ------------------- | ---------------------- | -------------------- |
| Fleuret             | Hommes | Raymond Paul (ENG)  | Ivan Lund (AUS)        | René Paul (ENG)      |
| Fleuret par équipes | Hommes | Angleterre (ENG)    | Australie (AUS)        | Pays de Galles (WAL) |
| Épée                | Hommes | Bill Hoskyns (ENG)  | Mike Howard (ENG)      | Allan Jay (ENG)      |
| Épée par équipes    | Hommes | Angleterre (ENG)    | Canada (CAN)           | Australie (AUS)      |
| Sabre               | Hommes | Bill Hoskyns (ENG)  | Ralph Cooperman (ENG)  | Mike Amberg (ENG)    |
| Sabre par équipes   | Hommes | Angleterre (ENG)    | Australie (AUS)        | Pays de Galles (WAL) |
| Fleuret             | Femmes | Gillian Sheen (ENG) | Barbara McCreath (AUS) | Mary Glen-Haig (ENG) |

### Aviron
Les épreuves d'aviron ont lieu à Llyn Padarn.
| Épreuve             |        | Or                                                                              | Or       | Argent                                                                                | Argent   | Bronze                                                                              | Bronze      |
| ------------------- | ------ | ------------------------------------------------------------------------------- | -------- | ------------------------------------------------------------------------------------- | -------- | ----------------------------------------------------------------------------------- | ----------- |
| Skiff               | Hommes | Stuart Mackenzie (AUS)                                                          | 00:07:20 | James Hill (NZL)                                                                      | 00:07:24 | Russell Carver (ENG)                                                                | 00:07:27    |
| Deux de couple      | Hommes | Mike Spracklen & Geoffrey Baker (ENG)                                           | 00:06:54 | Mervyn Wood & Stuart Mackenzie (AUS)                                                  | 00:07:01 | Norman Suckling & James Hill (NZL)                                                  | +0.75 lgths |
| Deux sans barreur   | Hommes | Bob Parker & Reginald Douglas (NZL)                                             | 00:07:11 | Jonathan Hall & Stewart Douglas-Mann (ENG)                                            | 00:07:14 | Stephen Roll & Kevin Webb (AUS)                                                     | 00:07:33    |
| Quatre sans barreur | Hommes | Roger Pope, Keith Shakell, David Young & Creighton Redman (ENG)                 | 00:06:34 | Glen Smith, Malcolm Turnbull, Richard McClure & John Madden (CAN)                     | 00:06:39 | David Edwards, John Fage, David Prichard & John Edwards (WAL)                       | 00:06:48    |
| Quatre avec barreur | Hommes | Colin Porter, John Vigurs, Simon Crosse, John Beresford & Richard Gabriel (ENG) | 00:06:46 | Donald Arnold, Walter D'Hondt, David Helliwell, Lawrence Stapleton & Sohen Biln (CAN) | 00:06:53 | Graeme Allen, Ralfe Currall, Kevin Evans, Lionel Robberds & Roland Waddington (AUS) | ?           |
| Huit                | Hommes | Canada (CAN)                                                                    | 00:05:51 | Australie (AUS)                                                                       | 00:05:56 | Angleterre (ENG)                                                                    | 00:06:10    |

### Natation

#### Épreuves masculines
| Event                 | Or                                                                      | Or      | Argent                                                       | Argent  | Bronze                                                           | Bronze  |
| --------------------- | ----------------------------------------------------------------------- | ------- | ------------------------------------------------------------ | ------- | ---------------------------------------------------------------- | ------- |
| 110 yd nage libre     | John Devitt (AUS)                                                       | 56.6    | Gary Chapman (AUS)                                           | 56.6    | Geoff Shipton (AUS)                                              | 57.0    |
| 440 yd nage libre     | John Konrads (AUS)                                                      | 4:25.9  | Ian Black (SCO)                                              | 4:28.5  | Gary Winram (AUS)                                                | 4:32.4  |
| 1 650 yd nage libre   | John Konrads (AUS)                                                      | 17:45.4 | Gary Winram (AUS)                                            | 18:17.2 | Murray McLachlan (SAF)                                           | 18:19.2 |
| 110 yd dos            | John Monckton (AUS)                                                     | 1:01.7  | John Hayres (AUS)                                            | 1:03.5  | Robert Wheaton (CAN)                                             | 1:06.5  |
| 220 yd brasse         | Terry Gathercole (AUS)                                                  | 2:41.6  | Peter Rocchi (SAF)                                           | 2:44.9  | Chris Walkden (ENG)                                              | 2:47.3  |
| 220 yd papillon       | Ian Black (SCO)                                                         | 2:22.6  | Graham Symonds (ENG)                                         | 2:25.5  | Brian Wilkinson (AUS)                                            | 2:31.0  |
| 4 × 220 yd nage libre | Australie (AUS) Gary Chapman J. Wilkinson John Konrads John Devitt      | 8:33.4  | Écosse (SCO) Athole Still Ian Black J.G. Leiper R.C. Sreenan | 8:54.2  | Canada (CAN) K. Williams P.W. Bell R.C. Grout W.G. Slater        | 9:01.8  |
| 4 × 110 yd 4 nages    | Australie (AUS) Gary Chapman John Monckton John Devitt Terry Gathercole | 4:14.2  | Canada (CAN) George Park K. Williams P.W. Bell R.J. Wheaton  | 4:26.3  | Angleterre (ENG) C. Walkden G. Sykes G.H. Symonds N.G. McKechnie | 4:26.4  |

#### Épreuves féminines
| Event                 | Or                                                                      | Or     | Argent                                                                             | Argent | Bronze                                                                  | Bronze |
| --------------------- | ----------------------------------------------------------------------- | ------ | ---------------------------------------------------------------------------------- | ------ | ----------------------------------------------------------------------- | ------ |
| 110 yd nage libre     | Dawn Fraser (AUS)                                                       | 1:01.4 | Lorraine Crapp (AUS)                                                               | 1:03.8 | Alva Colquhoun (AUS)                                                    | 1:04.0 |
| 440 yd nage libre     | Ilsa Konrads (AUS)                                                      | 4:49.4 | Dawn Fraser (AUS)                                                                  | 5:00.8 | Lorraine Crapp (AUS)                                                    | 5:06.7 |
| 110 yd dos            | Judy Grinham (ENG)                                                      | 1:11.9 | Margaret Edwards (ENG)                                                             | 1:12.6 | Philippa Gould (NZL)                                                    | 1:13.7 |
| 220 yd brasse         | Anita Lonsbrough (ENG)                                                  | 2:53.5 | Jackie Dyson (ENG)                                                                 | 2:58.2 | Chris Gosden (ENG)                                                      | 2:58.4 |
| 110 yd papillon       | Beverley Bainbridge (AUS)                                               | 1:13.5 | Tessa Staveley (NZL)                                                               | 1:14.4 | Margaret Iwasaki (CAN)                                                  | 1:15.9 |
| 4 × 110 yd nage libre | Australie (AUS) Alva Colquhoun Dawn Fraser Lorraine Crapp Sandra Morgan | 4:17.4 | Canada (CAN) Gladys Priestley M.H. Iwasaki S.J. Sangster Sara Barber               | 4:30.0 | Angleterre (ENG) B.O. Noakes Diana Wilkinson Judy Grinham M.A. Marshall | 4:31.5 |
| 4 × 110 yd 4 nages    | Angleterre (ENG) Anita Lonsbrough J. Oldroyd M. Edwards M.A. Marshall   | 4:54.0 | Australie (AUS) Alva Colquhoun Barbara Evans Beverley Bainbridge Gergaynia Beckett | 4:55.1 | Canada (CAN) Gladys Priestley I.C.B. Service M.H. Iwasaki Sara Barber   | 5:01.6 |

### Plongeon
| Épreuve                |        | Or                   | Or     | Argent                | Argent | Bronze                 | Bronze |
| ---------------------- | ------ | -------------------- | ------ | --------------------- | ------ | ---------------------- | ------ |
| Tremplin à 3 mètres    | Hommes | Keith Collin (ENG)   | 126.78 | Bill Patrick (CAN)    | 124.62 | David Tarsey (ENG)     | 118.81 |
| Plateforme à 10 mètres | Hommes | Peter Heatly (SCO)   | 147.79 | Brian Phelps (ENG)    | 144.49 | Ray Cann (ENG)         | 138.5  |
| Tremplin à 3 mètres    | Femmes | Charmian Welsh (ENG) | 118.81 | Irene MacDonald (CAN) | 117.01 | Elizabeth Ferris (ENG) | 113.3  |
| Plateforme à 10 mètres | Femmes | Charmian Welsh (ENG) | 77.23  | Ann Long (ENG)        | 73.69  | Molly Wieland (ENG)    | 65.82  |

### Haltérophilie
| Épreuve             |        | Or                     | Or    | Argent                  | Argent | Bronze                   | Bronze |
| ------------------- | ------ | ---------------------- | ----- | ----------------------- | ------ | ------------------------ | ------ |
| Poids coqs          | Hommes | Reginald Gaffley (SAF) | 299   | Ronald Brownbill (ENG)  | 285.5  | Marcel Gosselin (CAN)    | 274    |
| Poids plumes        | Hommes | Tan Ser Cher (SIN)     | 310.5 | Chung Kum Weng (MAL)    | 306    | Rodney Wilkes (TRI)      | 304    |
| Poids légers        | Hommes | Tan Howe Liang (SIN)   | 358   | Harry Webber (SAF)      | 340    | Ben Helfgott (ENG)       | 340    |
| Poids welters       | Hommes | Blair Blenman (BAR)    | 360.5 | Winston McArthur (BGU)  | 360.5  | Adrian Gilbert (CAN)     | 356    |
| Poids super-welters | Hommes | Phil Caira (SCO)       | 396.5 | Sylvanus Blackman (BAR) | 385.5  | Jack Kestell (SAF)       | 385.5  |
| Poids mi-lourds     | Hommes | Manny Santos (AUS)     | 403.5 | Tan Kim Bee (MAL)       | 392    | Leonard Treganowan (AUS) | 378.5  |
| Poids lourds        | Hommes | Ken McDonald (ENG)     | 455.5 | Dave Baillie (CAN)      | 446.5  | Arthur Shannos (AUS)     | 394.5  |

### Lutte
| Épreuve         |        | Or                       | Argent                   | Bronze                     |
| --------------- | ------ | ------------------------ | ------------------------ | -------------------------- |
| Poids mouches   | Hommes | Ian Epton (SAF)          | Shujah-ud-Din (PAK)      | Fred Flannery (CAN)        |
| Poids coqs      | Hommes | Muhammad Akhtar (PAK)    | Geoff Jameson (AUS)      | Daniel van der Walt (SAF)  |
| Poids plumes    | Hommes | Abraham Geldenhuys (SAF) | Siraj-ud-Din (PAK)       | Albert Aspen (ENG)         |
| Poids légers    | Hommes | Muhammad Ashraf (PAK)    | Alastair Duncan (SCO)    | Anthony Ries (SAF)         |
| Poids welters   | Hommes | Muhammad Bashir (PAK)    | Lachmi Kant Pandey (IND) | Coenraad de Villiers (SAF) |
| Poids moyens    | Hommes | Hermanus van Zyl (SAF)   | George Farquhar (SCO)    | Ray Myland (ENG)           |
| Poids mi-lourds | Hommes | Jacob Theron (SAF)       | Muhammad Ali (PAK)       | Bob Steckle (CAN)          |
| Poids lourds    | Hommes | Lila Ram Sangwan (IND)   | Jacobus Hanekom (SAF)    | Ray Mitchell (AUS)         |